# Yuka Kawase
Yuka Kawase (14 de marzo de 2002) es una deportista japonesa que compite en natación sincronizada. Ganó dos medallas de plata en el Campeonato Mundial de Natación, en los años 2022 y 2025.

## Palmarés internacional
| Campeonato Mundial | Campeonato Mundial  | Campeonato Mundial | Campeonato Mundial |
| Año                | Lugar               | Medalla            | Prueba             |
| ------------------ | ------------------- | ------------------ | ------------------ |
| 2022               | Budapest (Hungría)  | Medalla de plata   | Combinación libre  |
| 2025               | Singapur (Singapur) | Medalla de plata   | Equipo libre       |